# Арундел, Томас
Томас Арундел (англ. Thomas Arundel) или Томас Фицалан (англ. Thomas FitzAlan; около 1353 — 19 февраля 1414) — епископ Илийский в 1373—1388 годах, архиепископ Йоркский в 1388—1396 годах, архиепископ Кентерберийский в 1396—1398 и 1399—1414 годах, антиепископ Сент-Эндрю в 1398—1399 годах, канцлер Англии в 1386—1388 и 1391—1396, 1399, 1407—1410 и 1412—1413 годах, младший сын Ричарда Фицалана, 10-го графа Арундела и 8-го графа Суррея, и Элеоноры Ланкастерской.
Томас был выбран для духовной карьеры, получив в 1373 году под управление Илийскую епархию. Благодаря происхождению, Томас пользовался очень большим влиянием. С 1380-х годов находился в оппозиции к королю Ричарду II, поддерживая своего старшего брата Ричарда Фицалана, 11-го графа Арундела — одного из лордов-апеллянтов, узурпировавших власть в 1388 году. Благодаря этому стал сначала архиепископом Йоркским, а в 1397 — архиепископом Кентерберийским, а также занимая пост канцлера Англии.
После расправы в 1398 году над лордами-апеллянтами Томас был лишен епархии и был изгнан из Англии, но после свержения Ричарда II и воцарения Генриха IV вновь стал архиепископом Кентерберийским, несколько раз занимая пост канцлера. Был непримиримым противником лоллардов, проводя против них гонения.

## Биография

### Молодые годы
Томас родился около 1353 года. Согласно часто использовавшемуся в Англии обычаю, в качестве родового имени он использовал титул отца — Арундел. Поскольку он был самым младшим из трёх выживших сыновей Ричарда Фицалана, 10-го графа Арундела, от второго брака с Элеонорой Ланкастерской, то ему с самого рождения была предназначена церковная карьера. Поскольку его отец часто был посланником в папскую курию в Авиньоне, то он имел возможность продвигать интересы своего сына.
Первый приход, в Тонтоне, Томас получил в 1370 году королевским представлением. К марту 1372 года под его управлением находилось уже немало приходов. Под влиянием графа Арундела, отца Томаса, 13 августа 1373 года двадцатилетний Томас был назначен папой Григорием XI в Илийскую епархию. В епископы Илийские он был посвящён после 9 апреля, а доходы от своей епархии стал получать с 5 мая 1374 года.
Около 1369 или 1370 года Томас начал обучение в Оксфорде, однако первые документальные свидетельства пребывания Арундела там относятся к периоду незадолго до мая 1372 года. В июне 1373 года он жил в Ориэл Колледже, а в ноябре 1373 года обеспечивал местную часовню.
В 1372 году умерла его мать, а отец к 1374 году был слаб. Поэтому Томасу пришлось на какое-то время жертвовать карьерой, сосредоточившись на управлении родовыми имениями в Сассексе и Суррее. Позже он был назначен исполнителем завещания отца, датированного 5 декабря 1375 года.
Отец умер 24 января 1376 года, что позволило Томасу сосредоточиться на своей церковной карьере.

### В оппозиции королю Ричарду II
После смерти отца дальнейшая карьера Томаса — особенно в высшей политике — была во многом определена влиянием его старшего брата Ричарда, 11-го графа Арундела и 9-го графа Суррея, который находился в оппозиции молодому королю Ричарду II, постоянно критикуя его правление. Участие в его делах Томаса давало графу Арунделу делать критику более взвешенной.
В высокой политике епископ Арундел впервые появляется в октябре 1386 года. К этому времени отношения короля с парламентом испортились. 1 сентября 1386 года на заседании парламента в Вестминстере канцлер Майкл де Ла Поль запросил внушительную сумму для обеспечения обороноспособности Англии. Однако для того, чтобы её собрать, требовалось повысить налоги, что могло привести к новому восстанию. В результате парламент сформировал делегацию, которая отправилась к королю с жалобой на канцлера, требуя уволить его, а также казначея — Джона Фордема, епископа Дарема. Первоначально король отказался выполнить это требование, заявив, что по запросу парламента «не выгонит даже поварёнка из кухни», но в итоге он согласился принять делегацию из 40 рыцарей.
Ричард II совершил ещё один поступок, который озлобил знать, даровав своему фавориту Роберту де Веру, 9-му графу Оксфорду, титул герцога Ирландии. Присвоение такого титула дядя Ричарда — Томас Вудсток, получивший недавно титул герцога Глостера — воспринял как принижение своего статуса. В итоге вместо 40 рыцарей к королю явились двое — Томас Вудсток и его друг, епископ Арундел, которые тет-а-тет поговорили с ним. Герцог Глостер напомнил королю, что герцогский титул имеют право носить только члены королевской семьи. Кроме того, по закону король обязан созывать раз в год парламент и присутствовать на нём. После того как Ричард обвинил дядю в подстрекательстве к мятежу, тот напомнил, что идёт война, и если король не выгонит своих советников, то парламент может его низложить.
Хотя подобное действие было незаконным, прецедент существовал: в 1327 году был смещён прадед Ричарда, король Эдуард II. Угроза подействовала, и король 24 октября удовлетворил требование парламента, сместив Саффолка и Фордема. Казначеем стал епископ Херефордский, а Арундел был назначен канцлером.
20 ноября 1386 года на парламентской сессии, вошедшей в историю как «Замечательный парламент» (англ. Wonderful Parliament), был назначен «Большой постоянный совет». Срок действия совета был определён в 12 месяцев. Его целью объявлялась реформация системы управления, а также стремление покончить с фаворитами и принять все меры для эффективного противодействия врагам. В состав комиссии было назначено 14 комиссаров. Основной целью комиссии было преобразовать правительство, ограничив влияние королевских фаворитов. Из состава комиссии противниками короля были только трое: герцог Глостер, епископ Арундел и граф Арундел. Однако у комиссии оказались настолько широкие полномочия (она получала контроль за финансами, а также должна была распоряжаться большой и малой печатями), что король отказался её признать. Более того, он пошёл на открытый конфликт, назначив стюардом королевского двора своего друга Джона Бошана.
В феврале 1387 году Ричард находился в поездке по северу Англии. Во время неё он получил правовую помощь от главных судей королевства. Согласно данному ими совету, любое вторжение в прерогативы монарха было незаконным, а совершившие его могли быть приравнены к изменникам.

### Мятежлордов-апеллянтов
В это время король был уже в открытом конфликте с графом Арунделом. Он вернулся в Лондон 10 ноября 1387 года и был восторженно встречен жителями столицы. Хотя все судьи поклялись держать свой вердикт в тайне, герцог Глостер и граф Арундел о нём узнали и отказались явиться к Ричарду по его вызову.
Епископ Арундел попытался быть посредником между братом и королём, но безрезультатно. Глостер и Арундел, к которым присоединился Томас де Бошан, 12-й граф Уорик, укрылись в Харингее неподалёку от Лондона. Оттуда они отправились в Уолтем-Кросс (Хартфордшир), куда к ним стали стекаться сторонники. Их количество встревожило короля. Но хотя некоторые его фавориты, в особенности архиепископ Йоркский Александр Невилл, настаивали на том, чтобы разделаться с мятежниками, многие члены «Большого постоянного совета» не поддержали их. В результате 8 членов совета 14 ноября отправились к Уолтем, где призвали вождей мятежников прекратить противоборство. Глостер, Арундел и Уорик в ответ предъявили апелляцию (лат. accusatio) на действия фаворитов короля — графов Саффолка и Оксфорда, архиепископа Йоркского, верховного судьи Тресилиана и бывшего мэра Лондона сэра Николаса Брембра, у которого король занял большую сумму денег. В ответ посланники пригласили лордов в Вестминстер на встречу с королём.
17 ноября лорды-апеллянты встретились с королём в Вестминстерском дворце. Однако они не распускали свою армию и действовали с позиции силы, потребовав от короля ареста фаворитов с их последующим судом на заседании парламента. Король согласился, назначив слушание на 3 февраля 1388 года. Но он не спешил удовлетворять требования апеллянтов, не желая устраивать суд над своими приближёнными, которые сбежали.
Однако вскоре лорды-апеллянты узнали о том, что король их обманул. Судебные приказы, которые были выпущены от его имени парламенту, призывали всех забыть о раздорах. В итоге военные действия возобновились. К апеллянтам присоединилось ещё два знатных лорда: Генрих Болингброк, граф Дерби, сын и наследник Джона Гонта, герцога Ланкастера, дяди короля. Второй лорд — Томас де Моубрей, 1-й граф Нортгемптон и граф Маршал, бывший фаворит Ричарда II, а теперь зять графа Арундела.
19 декабря армия апеллянтов подкараулила возвращавшегося из Нортгемптона графа Оксфорда около Рэдкот Бриджа. Сопровождавшие Оксфорда люди были захвачены, однако ему самому удалось ускользнуть и затем перебраться во Францию, где он и прожил оставшиеся годы своей жизни.
После этой битвы примирения апеллянтов с королём уже быть не могло. После Рождества в конце декабря армия мятежников подошла к Лондону. Испуганный король укрылся в Тауэре, попытавшись через посредничество архиепископа Кентерберийского вести переговоры с апеллянтами. Однако те на уступки идти не хотели и заявили о возможном низложении короля. Желая любым способом сохранить корону, Ричард сдался. Он издал новые судебные приказы для парламента, а также предписал шерифам задержать пятерых беглецов, доставив их для суда.
3 февраля 1388 года в Уайтхолле Вестминстерского дворца собрался парламент. В центре восседал король, слева от него расположились светские лорды, справа — церковные лорды. На мешке с шерстью располагался епископ Илийский. Эта бурная парламентская сессия вошла в историю под названием «Безжалостный парламент» (англ. Merciless Parliament).
Сессию парламента открыл епископ Арундел. В своей проповеди он объяснил, как можно прекратить беспорядки, возникшие из-за отсутствия хорошего правительства. В суде над фаворитами короля, закончившемся казнью 8 человек, Арундел, как духовное лицо, не участвовал. Однако он вместо Илийской епархии получил архиепископство Йоркское, сменив бежавшего Александра Невилла, сторонника короля.

### Последующие годы
После того как парламент был распущен, король в течение года старался вести себя тихо. Всё управление Англией находилось в руках лордов-апеллянтов. Однако 3 мая 1389 года Ричард, которому к тому моменту исполнилось 22 года, сообщил совету, что он уже взрослый, не повторит ошибки, совершённые в молодости, поэтому он готов править страной самостоятельно. Апеллянты, решив, что урок король усвоил, позволили королю обрести некоторую независимость, поскольку у них не было желания править за него всю жизнь, хотя Ричарду всё равно полагалось управлять страной через совет.
Восстановивший контроль над управлением Англии, Ричард II сместил архиепископа Арундела с поста канцлера. Лишились места в королевском совете и апеллянты. До 1392 года в Англии было всё спокойно, а лорды-апеллянты утратили былое единство. Граф Уорик удалился в свои имения. Томас Моубрей и Генри Болингброк после примирения с королём стали его сторонниками. Только герцог Глостер и граф Арундел продолжали придерживаться прежней политики, хотя и у них были разногласия между собой. И со временем от Арундела, который вёл себя всё более несговорчиво и вздорно, начали отворачиваться его бывшие соратники. Король же постепенно обретал уверенность.
В то время как влияние графа Арундела падало, авторитет его брата, архиепископа Арундела, продолжал оставаться настолько высок, что 27 сентября 1391 года король вновь назначил его канцлером. Возможно именно под влиянием архиепископа Арундела часть казны была переведена в Йорк, где находился центр архидиоцеза Томаса.
Во время Ирландского похода Ричарда II в 1394—1395 годах дела церкви и государства дважды вынуждали архиепископа Арундела отправляться его в Ирландию к королю. В конце лета 1396 года Арундел участвовал в переговорах о браке Ричарда II с Изабеллой Французской.
25 сентября 1396 года Арундел сменил на посту архиепископа Кентерберийского Уильяма Кортни. Два дня спустя он оставил пост канцлера. Возможно, что в это время он лишился расположение короля. Возможно именно с этим связана петиция, которую подал в парламент 1 февраля клерк Томас Хакси, бывший протеже Арундела. В одном из пунктов петиции Хакси протестовал против огромных трат королевского двора. Этот пункт вызвал возмущение Ричарда, который заставил лордов подобные попытки, задевающие статус и привилегии короля, квалифицировать как государственную измену. В результате 7 февраля Хакси был казнён, причём парламент применил к закону обратную силу. Репутация короля сильно пострадала, а его самомнение ещё выросло.
В дальнейшем король расправился с апеллянтами. 17 сентября 1397 года в Вестминстере собрался парламент — последний во время правления Ричарда. Он стал своеобразным зеркальным отображением «Безжалостного парламента», но теперь обвиняемыми были бывшие обвинители — герцог Глостер и графы Арундел и Уорик. Порядок судебного разбирательства был тем же, что и 9 лет назад. Глостер к тому времени был убит, граф Арундел казнён, а Уорик вымолил себе замену казни на изгнание.

### В изгнании
Архиепископ Арундел 25 сентября был осуждён за измену. Ему вменялось в вину, что будучи канцлером в 1388 году он помогал апеллянтам ославить короля. При этом ему было запрещено защищаться — когда архиепископ открыл рот, король движением руки велел ему сесть. Как сообщает хронист Адам из Аска, Ричарду II не нравился «ненадежный и мстительный характер архиепископа». Арундел был смещён с поста архиепископа Кентерберийского, его церковные приходы были кофискованы.
Не надеясь добиться справедливости в Англии, Арундел уехал Рим к папе Бонифацию IX. Сначала папа готов был поддержать Томаса, но получив послание от Ричарда II утвердил смещение Арундела, назначив архиепископом Кентерберийским Роджера Уолдена, декана из Йорка. Арундела папа епископом Сент-Эндрю, поскольку его предшественник, папа Урбан VI, перевёл Александра Невилла в Йорк. При этом в Шотландии не признавали папу Бенедикта, держа сторону авиньонского папы Бенедикта XIII, фактически епископскую кафедру в Сент-Эндрю продолжал занимать Уолтер Трейл, назначенного предшественником Бенедикта.
В сентябре 1398 года Ричард II изгнал из Англии Генри Болингброка, а после смерти его отца, Джона Гонта, конфисковал и его владения. Он жил в Париже. Там к нему, проигнорировав королевские приказы, запрещавшие видеться с изгнанником, присоединились Арундел, который добирался из Рима через Флоренцию, Кёльн и Утрехт, а также его племянник — Томас, ненавидевший короля сын казнённого графа Арундела, бежавший из-под опеки в Англии. Фруассар утверждал, что Арундел был тайным эмиссаром, присланным оппозиционной Ричарду II знатью, однако это неверно, поскольку тот в это время был изгнанником. Однако прибывший племянник Арундела вполне мог сообщить свежие новости — Ричард II в это время отправился в поход в Ирландию, оставив для управления Англией своего не оченькомпетентного дядю, герцога Йоркского.

### Свержение Ричарда II
Арундел сопровождал Болингброка в его возвращению в Англию. Зная, что у него достаточно союзников в Англии, Болингборк 4 июля высадился в Рейвенскаре. Вероятно, что Арундел оказал влияние на присягу, принесённую Болингброком присоединившемуся к нему графу Нортумберленду, главе влиятельного рода Перси, в которой тот поклялся, что явился не свергать короля, а только вернуть своё наследство и вернуть своё положение при дворе, оказывая влияние на короля. Возможно, что Болингброк и Арундел обсуждали смещение короля, как один из вариантов на этом этапе. Однако оставленный Ричардом II для управления королевством герцог Йоркский сдался Болингброку. Вернувшийся из Ирландии Ричард II также ничего не смог противопоставить восставшим — армия разбежалась, а сам он сдался Нортумберленду.
Если изначально Болингброк желал вернуть себе незаконно отобранное, теперь он изменил свои намерения. Он понимал, что, получив свободу, Ричард начнёт мстить. Доверия к королю не было никакого. К тому же, по мнению Болингброка, Англия нуждалась в другом короле. Поскольку у Ричарда не было детей, в 1385 году парламент утвердил в качестве наследника Роджера Мортимера, 4-го графа Марч, который был по матери внуком Лайонеля, герцога Кларенса, второго сына Эдуарда III. Но Роджер погиб в 1398 году, его наследнику Эдмунду Мортимеру, 5-му графу Марч, было всего 8 лет. Генрих Болингброк был старше и опытнее, а восторженная встреча, которую ему оказывало население страны, убедила его в том, что англичане его примут в качестве короля. Хотя его отец и был младшим братом герцога Кларенса, но он мог обосновать свои права только происхождением по мужской линии, а не по женской.
Однако Болингброку требовалось убедить парламент низложить Ричарда, провозгласив новым королём герцога Ланкастера. Существовал прецедент свержения короля — в 1327 году был низложен Эдуард II, но ему тогда наследовал старший сын Эдуард III. Для того, чтобы обосновать свои права, требовалось что-то иное, поскольку права на престол графа Марча, отца которого парламент утвердил наследником, были более предпочтительными. Необходимых ему прецедентов Генрих найти не мог. Он даже пытался использовать старую легенду, по которой предок его матери, Эдмунд Горбатый, родился раньше своего брата Эдуарда I, однако из-за физических недостатков был отстранён от престола, но доказать достоверность этой истории Болингброк не мог. Следующей идеей было обосновать захват короны правом завоевателя, однако ему сразу указали на то, что подобное противоречит законам. В итоге оставался единственный вариант: Болингброка мог провозгласить королём парламент. Однако и здесь существовал подводный камень: парламент получал слишком большую власть и мог при желании отменить своё постановление. Однако Болингброку удалось найти выход.
По сообщению свидетеля тех событий, Джина Кретона, Арундел занимал видное место среди советников Болингброка. Он не участвовал в захвате короля, однако именно он вёл переговоры с заключённым в замке Флинт Ричардом II, убеждая его, что персоне короля не будет причинено никакого вреда. После этого 29 сентября Арундел обсуждал с Болингброком приготовления, связанные с отречением короля.
В конце сентября Ричарда перевезли в Лондон, разместив в Тауэре. 29 сентября он в присутствии множества свидетелей подписал акт об отречении от престола, после чего положил корону на землю, отдавая её таким образом Богу. 30 сентября в Вестминстере собрался парламент, созванный по подписанному Ричардом по указанию Болингброка предписанию. Однако по идее Генриха это был не парламент, а ассамблея, созванная как парламент. В отличие от парламента, на ассамблее присутствия короля не требовалось. Трон остался пустым. Ведущая роль, которую играл Арундел в свержении Ричарда II, достигла здесь апогея. Именно он открыл заседание ассамблеи. Он прочёл проповедь, в которой напомнил про то, как Бог выбрал Саула лидером иудеев. Архиепископ Йоркский зачитал отречение короля, а также документ, в котором перечислялись все его преступления. Несмотря на то, что Ричард желал лично защищать себя, ему такой возможности предоставлено не было. Также была проигнорирована попытка епископа Карлайла и ряда других сторонников короля выступить в его защиту. В итоге отречение Ричарда было признано ассамблеей. Далее выступил Генрих Болингброк, предъявив свои претензии на трон, после чего его провозгласили королём. 6 октября Арундел открыл следующее заседание парламента, а 13 октября короновал Болингброка под именем Генриха IV.
Смещённый Ричард II был отправлен в заключение в укреплённый замок Понтефракт в Йоркшире. Там он и провёл остаток своих дней. Он умер в январе 1400 года.

### На службе у Генриха IV
Возможно, что моральное оправдание за свою роль в свержении короля Ричарда II Арундел нашёл в трактате «О тиране», написанного в 1400 году канцлером Флоренции Колюччо Салютати. Согласно воззрениям Салютати любой, кто не может управлять справедливо и соблюдать закон, является антиобщественным элементом и сопротивляться ему вполне законно.
На проповеди, которую Арундел произнёс на заседании парламента 6 октября, он попытался дистанцировать новое правительства от свергнутого короля, критикуя того за зависимость от фаворитов. Арундел указал на то, что новый король собирается управлять не через собственное желание, но с согласия людей благородного происхождения.
На банкете в Вестминстер-Холле после коронации Генриха IV Арундел сидел по правую руку короля, а архиепископ Йоркский — по левую. Вероятно, что после пленения Ричарда II на Арундела были возложены обязанности канцлера, но вскоре после коронации сложил их с себя, передав Джону Скарлу, начальнику судебных архивов. В будущем он ещё дважды занимал пост канцлера — в 1407—1410 и 1412—1413 годах.
Главными приоритетами после воцарения Генриха IV для Арундела стали церковные дела. К 1 октября он восстановил управление над архиепископством Кентерберийским, хотя формально он был восстановлен только к 19 октября. Он нередко подолгу отсутствовал при дворе, формально состоя в правительстве. В 1400 году он провёл в Лондоне только два месяца. С ним периодически консультировались по таким вопросам, как использование королевских регалий и безопасность ссуды (сентябрь 1402), на заседаниях королевского совета он появлялся редко. В период между октябрём 1399 и февралём 1403 Арундел участвовал только в четверти заседаний совета. В течение последующих четырёх лет он бывал в столице чаще.
В это время отношения между Арунделом и королём охладели. Положение Генриха IV не было прочным, у него хватало противников, вспыхнуло несколько восстаний. Не смог избежать подозрений и Арундел. В январе 1405 года поползли слухи о заговоре против короля с целью заменить его на графа Марча. В числе причастных к заговору называлось и имя Арундела. Он был вынужден стать на колени перед королём и потребовать, чтобы его обвинители открыто представили свои обвинения.
В июне 1405 года друг Арундела, Ричард Ле Скруп Мешенский, архиепископ Йорка, поддержал восстание Перси и стал собирать армию в Йорке. В манифесте, приписываемом Скрупу, говорилось о том, что нужно снизить бремя, падающее на духовенство. Возможно, что Арундел в какой-то степени оказался скомпрометирован, поскольку если бы в Англии существовало движение против нарушения прав и привилегий церкви, то он был бы его лидером. Еще годом ранее на заседании парламента в Ковентри в палате общин предлагалось отчуждать церковное имущество для использования его королём в течение года, но против выступил Арундел, которого поддержал Скруп, в итоге предложение не прошло.
Когда Арундел узнал о том, что архиепископа Скрупа схватили и король намеревается его казнить, он спешно выехал из Лондона, намереваясь предотвратить это. Он находился в дороге весь день и ночь. 8 июля Арундел встретился с королём, предупредив того о том, что судьбу архиепископа должен решать папа римский или, по крайней мере, парламент, а не король. Генрих IV пообещал, что он ничего не будет предпринимать. Однако король не сдержал обещания — он в то время, когда измождённый Арундел отправился спать, казнил Скрупа.
Арунделу очень не понравился этот обман, а папа Иннокентий VII потребовал отлучить от церкви всех причастных к казни архиепископа. При этом суд, который приговорил Скрупа к казни, возглавлял племянник Арундела — Томас, 12-й граф Арундел, что подставляло под удар благополучие семьи. Это, а также желание сохранить стабильность Англии под управлением новой династии, заставило архиепископа Арундела поддержать короля в трудной ситуации, «забыв» объявить об отлучении. Данное прагматичное решение ознаменовало сближение Арундела с королём.
На заседаниях парламента, в которых регулярно участвовал Арундел, он обсуждал способы лучшего управления государством, особенно в области управления финансами и обслуживания денежных средств королевства посредством контроля над выплатами и лучшего управления владениями короны. На заседании парламента 22 мая 1406 года король объявил о создании консультативного совета для помощи в управлении государством. Спустя два дня Арундел, действуя как представитель короля, заявил, что совет будет работать только в том случае, если он будет хорошо финансироваться. Преобладающее положение Арундела среди королевских советников было формально подтверждено, когда 30 января 1407 года он был вновь назначен канцлером.
В это время состояние короля ухудшилось. У него периодически случались приступы болезни, во время которых он находился в бессознательном состоянии. Спустя какое-то время они сменялись временными улучшениями, тогда он начинал деятельно вмешиваться в управление, становясь в это время особенно деспотичным. Во время беспамятства короля управление находилось в руках принца Генри Монмутского (будущего короля Генриха V). Король предполагал, что Арундел сможет противостоять принцу Генри и Бофортам, легитимизированным сыновьям Джона Гонта от Екатерины Суинфорд. Однако к 21 декабря 1409 года состояние короля стало настолько плохим, что принцу Генри удалось заставить Арундела уйти в отставку с поста канцлера, заменив его на Томаса Бофорта. После этого принц сосредоточил в своих руках всю власть над королевством.
В конце 1411 года Генрих IV пришёл в себя. Недовольный самовольством сына, он выгнал Генри и Бофортов из королевского совета, вернув 5 января 1412 года Арундела на пост канцлера. Однако здоровье короля продолжало ухудшаться, и 20 марта 1413 года Генрих IV умер. Став королём, Генрих V в тот же день сместил Арундела с поста канцлера.